# دور جليدي

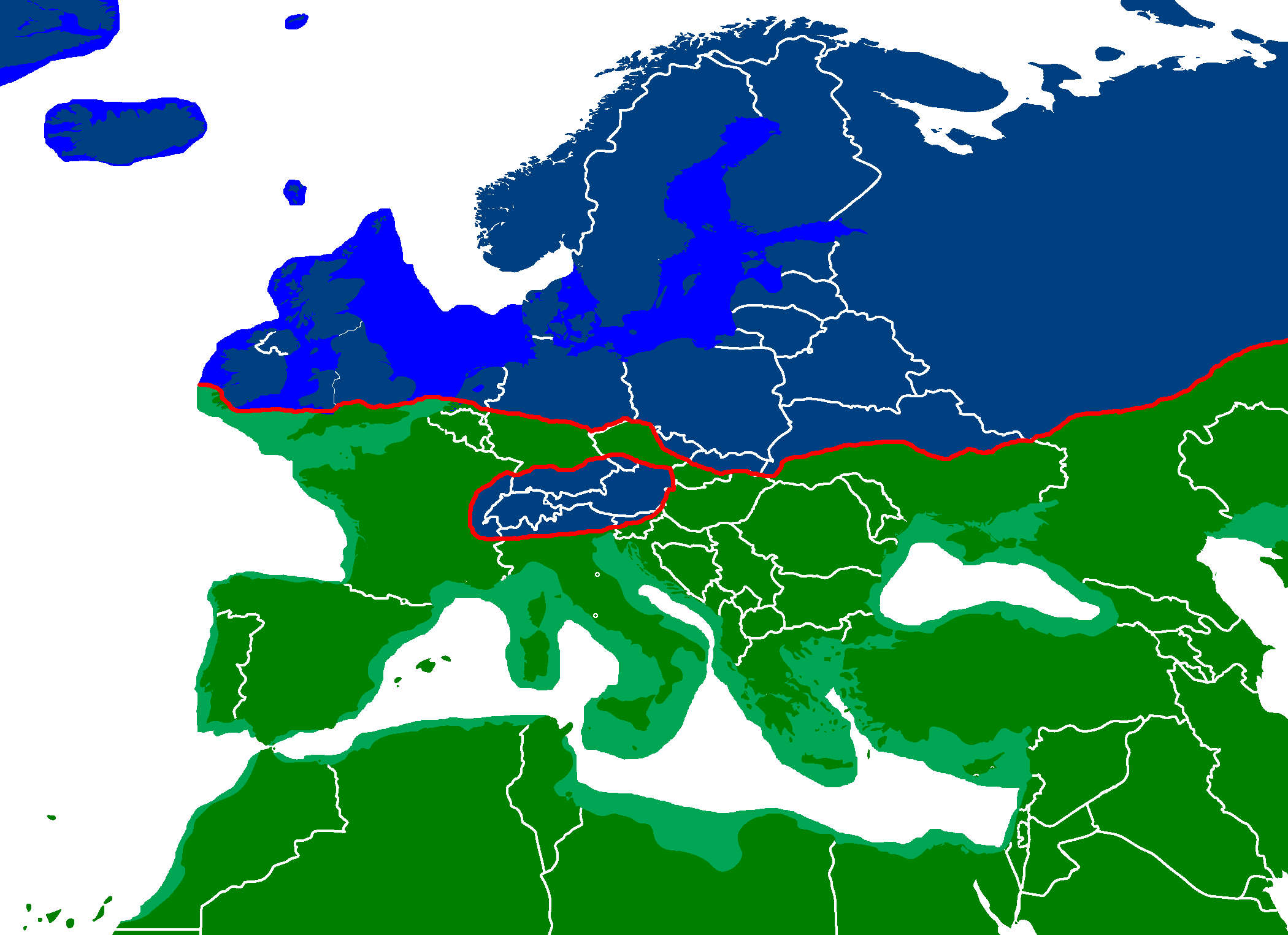
خريطة توضِّح امتداد المنطقة القطبية المتجمِّدة (باللون الأزرق) خلال الفترة الجليدية الأخيرة بأوروبا.

الأدوار الجليدية أو الفترات الجليدية (بالإنجليزية: Glacial Periods)‏ هي فترات زمنية مختلف كانت خلال عصر البلستوسين الجليدي الذي انتشر فيه الجليد بعيداً عن المناطق القطبية واصلاً حتى العروض المتوسطة, ويتميز هذا العصر بأربعة فترات جليدية تفصل بين كل منها فترة غير جليدية.

## الفترات الزمنية
كانت الفترات الجليدية وبين الجليدية في قارة أوروبا كما يأتي أدناه:
- الدور الجليدي:	جينز، بدأ قبل 2.250.0000 سنة.
- الدور بين الجليدي: جينز - مندل، بدأ قبل 1.730.000 سنة.
- الدور الجليدي: مندل، بدأ قبل	1.400.000 سنة.
- الدور بين الجليدي:	مندل - ريس، بدأ قبل	910.000 سنة.
- الدور الجليدي: ريس، بدأ قبل 540.000 سنة.
- الدور بين الجليدي: ريس - فورم، بدأ قبل 380.000 سنة.
- الدور الجليدي: فورم، بدأ قبل 170.000 سنة.